# Operatie Cobra's Anger
Operatie Cobra's Anger is een offensief in de provincie Helmand in het zuiden van Afghanistan. Het wordt door de Verenigde Staten georganiseerd. Ongeveer 1.000 mariniers en 150 Afghaanse militairen zijn betrokken. De operatie begon in de ochtend van 4 december 2009. Het voornaamste doel van de operatie is het verstoren van de communicatienetwerken en de aanvoerlijnen van de taliban in de provincie.

## De operatie
De operatie begon op 4 december 2009, wanneer ongeveer 300 mariniers aanvielen in de Now Zad-vallei met Sikorsky CH-53E Super Stallion helikopters en V-22 Osprey-vliegtuigen. Dit was de eerste keer dat de Ospreys werden gebruikt bij bestrijdingsoperaties in Afghanistan. Als reactie op het offensief hebben de taliban duizenden zelfgemaakte bommen geplant, die ze begroeven in de vallei aan de voet van de steile Tangee-bergen.